# علائم و نشانه‌های اچ‌آی‌وی/ایدز
مراحل عفونت HIV عبارتند از عفونت حاد، دوره نهفتگی و ایدز
عفونت حاد برای چند هفته به طول می‌انجامد و علائمی مانند تب، لنفادنوپاتی، فارنژیت، راش، درد عضله، ناراحتی و گلودرد به همراه دارد. دوره نهفتگی بدون علائم یا با علائم کم است و بسته به فرد، از دو هفته تا بیست سال ممکن است طول بکشد. مرحله آخر HIV (ایدز) زمانی معنی پیدا می‌کند که شمار سلول‌های CD4+ T به کمتر از ۲۰۰ سلول در هر میکرولیتر برسد یا بیماری‌های خاص مرتبط با عفونت HIV رخ دهد.

## عفونت حاد
|             | حساسیت | خاص بودن |
| ----------- | ------ | -------- |
| تب          | ۸۸%    | ۵۰%      |
| کسالت       | ۷۳%    | ۵۸%      |
| درد عضلانی  | ۶۰%    | ۷۴%      |
| راش         | ۵۸%    | ۷۹%      |
| سردرد       | ۵۵%    | ۵۶%      |
| تعریق شبانه | ۵۰%    | ۶۸%      |
| گلودرد      | ۴۳%    | ۵۱%      |
| لنفادنوپاتی | ۳۸%    | ۷۱%      |
| درد مفاصل   | ۲۸%    | ۸۷%      |
| گرفتگی بینی | ۱۸%    | ۶۲%      |

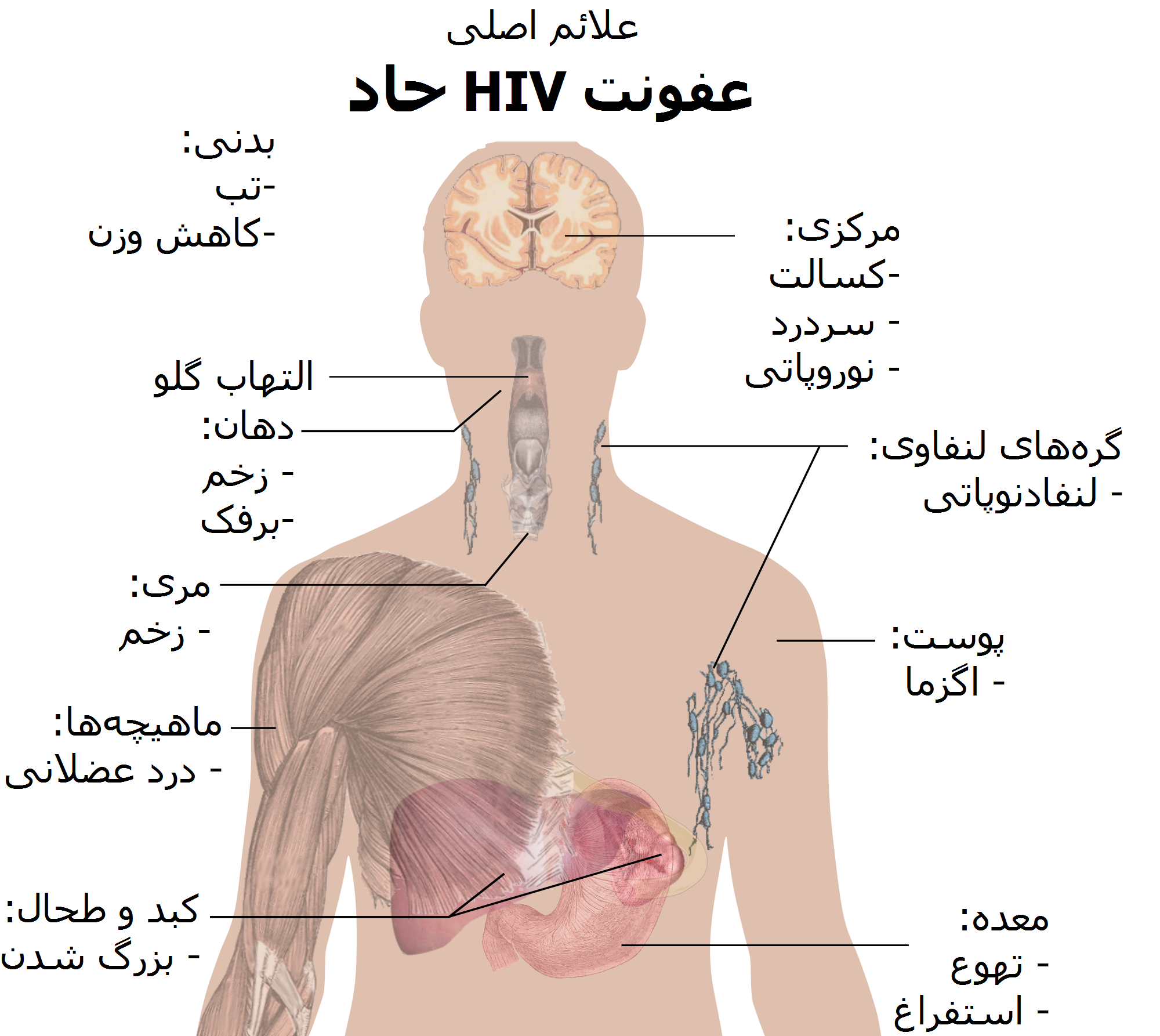
علائم اصلی عفونت حاد HIV

دوره اولیه HIV، عفونت حاد HIV یا سندرم حاد ویروسی نامیده می‌شود. بسیاری از افراد ۲ تا ۴ هفته پس از در معرض قرار گرفتن این بیماری، دچار بیماری‌هایی مانند شبه‌آنفلوآنزا یا مونونوکلئوز می‌شوند و برخی دیگر هم هیچ نشانه قابل توجهی در آن‌ها دیده نمی‌شود. علائم در ۴۰ تا ۹۰ درصد موارد رخ می‌دهد و معمولاً شامل تب، لنفادنوپاتی، فارنژیت، خارش پوست، سردرد و/یا زخم دهان و اندام تناسلی می‌شود. خارش پوست که در ۲۰ تا ۵۰ درصد موارد رخ می‌دهد، خود را بر روی بالاتنه نشان می‌دهد و به شکل لکه‌های نوک تیز می‌باشد. همچنین در این مرحله برخی از افراد دچار عفونت‌های فرصت‌طلب می‌شوند. ممکن است در دستگاه گوارش علائمی مانند تهوع، استفراغ یا اسهال رخ دهد، و همچنین علائم عصبی نوروپاتی محیطی یا سندرم گیلان باره. طول دوره این علائم متفاوت است، اما معمولاً یک یا دو هفته می‌باشد. اختلالات شناختی مرتبط با ایدز، مجموعه اختلالات شناختی-عصبی مرتبط با عفونت اپچ‌ای‌وی و بیماری ایدز است که معمولاً پس از سال‌ها آلودگی به ویروس HIV و عفونت، روی می‌دهند.
با توجه به اینکه این علائم آنچنان خاص نیستند، اغلب به عنوان نشانه‌هایی از عفونت HIV شناخته نمی‌شوند. حتی مواردی که توسط یک دکتر خانوادگی یا یک بیمارستان دیده می‌شود اغلب یا بسیاری از بیماری‌های شایع عفونی با علائمی مشترک با آن اشتباه می‌شود. بنابراین، توصیه می‌شود که به بیماران دارای تب توجیه‌ناپذیر است تذکر داده شود که ممکن است دارای عفونت HIV باشند و خطر ابتلا به این عفونت در آن‌ها وجود دارد.

## دوره نهفتگی
پس از علائم اولیه، بیمار وارد مرحله‌ای به نام دوره نهفتگی یا HIV بی‌نشانه یا HIV مزمن می‌شود. این مرحله از HIV می‌تواند بدون هیچ گونه درمانی از حدود سه سال تا بیش از ۲۰ سال (به‌طور متوسط حدود هشت سال) به طول بینجامد. اگرچه معمولاً در ابتدای بیماری هیچ علائمی مشاهده نمی‌شود یا علامت‌های خیلی کمی دیده می‌شود، اما در نزدیکی پایان این مرحله بسیاری از افراد دچار تب، کاهش وزن، مشکلات گوارشی و دردهای عضلانی می‌شوند. همچنین ۵۰ تا ۷۰ درصد از افراد دچار لنفادنوپاتی ماندگار می‌شوند، بطوری که چند گروه از غدد لنفاوی (به جز در کشاله ران) به مدت بیش از سه تا شش ماه بدون هیچ درد و به‌طور توجیه‌ناپذیری بزرگ می‌شود.
اگر چه بسیاری از مبتلایان HIV-1، قابل تشخیص هستند و در صورت عدم درمان نهایتاً به ایدز منجر خواهد شد، ولی درصد کمی از آن‌ها (حدود ۵٪) سطح بالای سلول‌های CD4+ T خود را بدون هیچ درمان ضدویروسی تا بیش از ۵ سال حفظ می‌کنند. این افراد به عنوان کنترل کننده‌های HIV طبقه‌بندی می‌شوند، و آنهایی که مقدار کم یا غیرقابل محسوسی از ویروس را بدون درمان ضدویروسی در بدن خود نگه می‌دارند به عنوان «کنترل کنندگان ممتاز» یا «سرکوبگران ممتاز» شناخته می‌شوند.

## سندرم نقص ایمنی اکتسابی

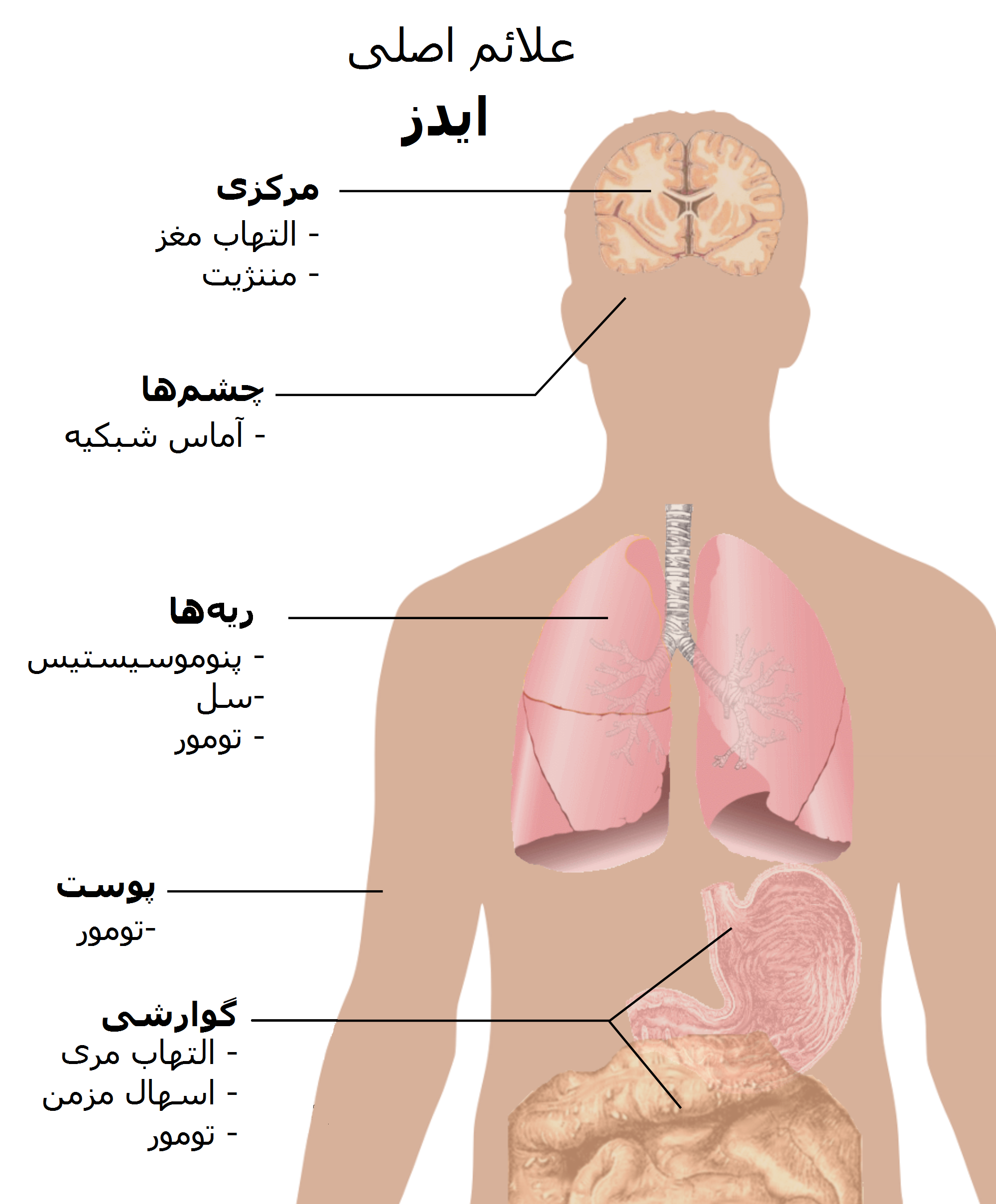
علائم اصلی ایدز

سندرم نقص ایمنی اکتسابی (ایدز) زمانی معنی پیدا می‌کند که شمار سلول‌های CD4+ T به کمتر از ۲۰۰ سلول در هر میکرولیتر برسد یا بیماری‌های خاص مرتبط با عفونت HIV رخ دهد. در غیاب درمان، حدود نیمی از افراد مبتلا به HIV در عرض ده سال مبتلا به بیماری ایدز می‌شوند. رایج‌ترین وضعیت‌هایی که هشداری بر وجود ایدز هستند التهاب ریه ناشی از پنوموسیستیس (۴۰٪)، نزاری به شکل سندرم اتلاف اچ‌آی‌وی (۲۰٪) و کاندیدیاز مری می‌باشند. سایر علائم شایع شامل عفونت‌های دستگاه تنفسی در یک دوره زمانی معین می‌شود.
عفونت فرصت‌طلب ممکن است توسط باکتری، ویروس، قارچ و انگل به وجود بیاید که معمولاً توسط دستگاه ایمنی بدن کنترل می‌شود. اینکه کدام عفونت رخ می‌دهد تا حدودی به این بستگی دارد چه عواملی در محیط اطراف فرد قرار دارد. این عفونت تقریباً می‌تواند هر دستگاهی از بدن را تحت تأثیر قرار دهد.
افراد مبتلا به ایدز خطر آلودگی به ویروس‌های سرطانی مختلفی را دارند از جمله: سارکوم کاپوزی، سرطان لنفوم، دستگاه عصبی مرکزی لنفوم، و سرطان گردن رحم. سارکوم کاپوزی، شایع‌ترین سرطانی است که در ۱۰ تا ۲۰ درصد از افراد مبتلا به HIV اتفاق می‌افتد. پس از آن سرطان لنفوم شایع‌ترین سرطان است و علت مرگ نزدیک به ۱۶ درصد از افراد مبتلا به ایدز می‌باشد و جزء نشانه‌های اولیه ۳ تا ۴ درصد از آن‌ها است. هر دوی این سرطان‌ها با ویروس هرپس ۸ انسانی همراه هستند. خیلی اوقات مبتلایان به ایدز به دلیل ارتباطی که با ویروس پاپیلوم انسانی (HPV) دارد، دچار سرطان گردن رحم می‌شوند.
علاوه بر این، آن‌ها به‌طور مکرر دچار علائمی مانند تب طولانی، تعریق شبانه، تورم غدد لنفاوی، لرز، ضعف، و کاهش وزن می‌شوند. اسهال یکی دیگر از علائم شایعی است که ۹۰٪ از افراد مبتلا به ایدز دچار آن می‌شوند.